# Czyże (gemeente)
De gemeente Czyże is een landgemeente in het Poolse woiwodschap Podlachië, in powiat Hajnowski.
De zetel van de gemeente is in Czyże.
Op 30 juni 2004 telde de gemeente 2599 inwoners.

## Oppervlakte gegevens
In 2002 bedroeg de totale oppervlakte van gemeente Czyże 134,2 km², waarvan:
- agrarisch gebied: 86%
- bossen: 7%

De gemeente beslaat 8,27% van de totale oppervlakte van de powiat.

## Demografie
Stand op 30 juni 2004:
| Omschrijving                   | Totaal | Totaal | Vrouwen | Vrouwen | Mannen | Mannen |
| ------------------------------ | ------ | ------ | ------- | ------- | ------ | ------ |
| eenheid                        | aantal | %      | aantal  | %       | aantal | %      |
| inwoners                       | 2599   | 100    | 1315    | 50,6    | 1284   | 49,4   |
| bevolkingsdichtheid (inw./km²) | 19,4   | 19,4   | 9,8     | 9,8     | 9,6    | 9,6    |

In 2002 bedroeg het gemiddelde inkomen per inwoner 1107,67 zł.

## Administratieve plaatsen (sołectwo)
Czyże, Hukowicze, Kamień, Klejniki (sołectwa: Klejniki I en Klejniki II), Kojły, Kuraszewo, Lady, Leniewo, Łuszcze, Morze, Osówka, Podrzeczany, Rakowicze, Sapowo, Szostakowo, Wólka, Zbucz.

## Overige plaatsen
Bujakowszczyzna, Hrabniak, Leszczyny, Maksymowszczyzna, Podwieżanka, Wieżanka.

## Aangrenzende gemeenten
Bielsk Podlaski, Dubicze Cerkiewne, Hajnówka, Narew, Orla